# Ayuntamiento (España)

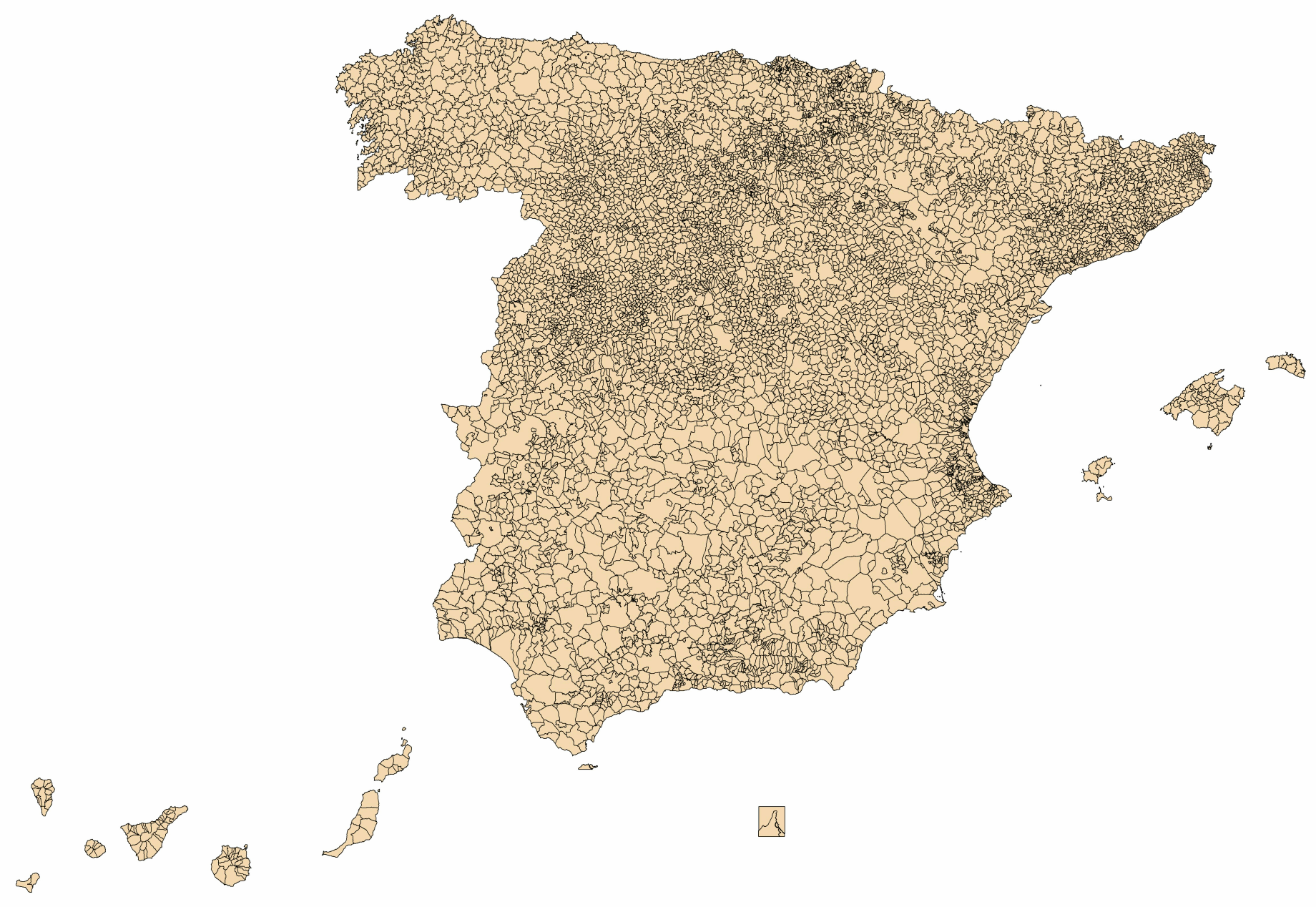
Mapa de los municipios de España

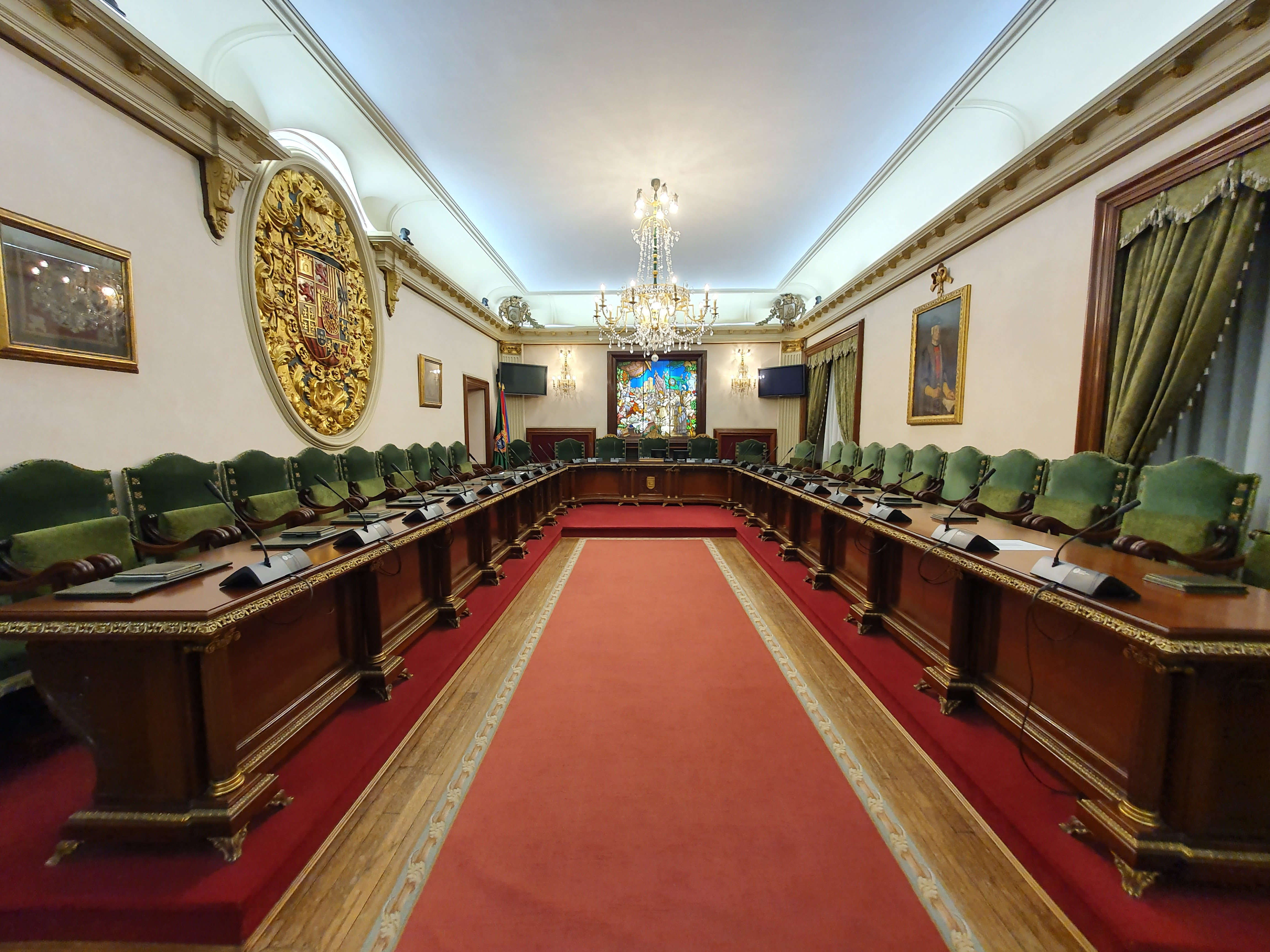
Salón de plenos del Ayuntamiento de Pamplona

Un ayuntamiento es el órgano de gobierno y administración de los municipios de España no sometidos al régimen de concejo abierto. En 2018 existían en España un total de 8.131 municipios.(+34)

## Historia

### Constitución española de 1978
El ayuntamiento tras la constitución española de 1978 se presenta como un modelo colegiado-representativo, con características de órgano corporativo como la doble presidencia por parte del alcalde del pleno (deliberativo) y del gobierno (ejecutivo), y la conformación de la Comisión de Gobierno exclusivamente por parte de concejales electos. Implantado el sistema de elección indirecta del alcalde por parte de los concejales en la Ley de elecciones locales de 1978, este fue consagrado en la Ley Orgánica del Régimen Electoral General de 1985.

### Ley de 1985
La forma de organización municipal se recoge en la Ley reguladora de las Bases del Régimen Local de 1985. Según el artículo 19 de la Ley 7/1985, de 2 de abril, Reguladora de las Bases del Régimen Local, al ayuntamiento, integrado por el alcalde y los concejales le corresponde «el Gobierno y la Administración municipal, salvo en aquellos Municipios que legalmente funcionen en régimen de Concejo abierto».

### Ley de 1999
La reforma de la ley 11/1999 otorgó mayores poderes al alcalde a cambio de un aumento de la capacidad de control sobre este por parte del pleno, que carece en cualquier caso de autonomía legislativa.

## Organización básica
A partir de los 5000 habitantes existe la obligación de la creación de una Junta de Gobierno, la conocida inicialmente como Comisión de Gobierno, quedando a discreción del pleno o de su reglamento orgánico la posibilidad de crearla para ayuntamientos de municipios con menor población.
Madrid y Barcelona cuentan con régimen especial: la Ley 22/2006 de Capitalidad y Régimen Especial regula el régimen especial del Ayuntamiento de Madrid; el Ayuntamiento de Barcelona tiene un régimen especial regulado por la Carta Municipal de Barcelona aprobada en la ley catalana 22/1998.